# حسن بلال
حسن بلال (انگلیسی: Hasan Bilal؛ زادهٔ ۱۲ مارس ۱۹۹۸) بازیکن فوتبال اهل ترکیه است.
از باشگاه‌هایی که در آن بازی کرده‌است می‌توان به باشگاه فوتبال قاسم‌پاشا اسپور اشاره کرد.
وی همچنین در تیم ملی فوتبال جوانان ترکیه بازی کرده‌است.